# Marco Sangalli
Marco Sangalli Fuentes (ur. 7 lutego 1992 w San Sebastián) – hiszpański piłkarz występujący na pozycji pomocnika w Racing Santander.